# Ferdynand Kuraś
Ferdynand Kuraś (ur. 21 lutego 1871 w Wielowsi, zm. 3 grudnia 1929 w Karwinie) – polski poeta ludowy, pamiętnikarz, publicysta.

## Życiorys
Urodził się w ubogiej rodzinie chłopskiej Jana i Marii z d. Motyka. Kuraś wspominał, że cały majątek jego rodziców wynosił czwartą część morgi. Wraz z rodziną mieszkał w Wielowsi. Matka Ferdynanda Kurasia była analfabetką, ojciec posiadał wykształcenie. Ferdynand w wieku 7 lat stracił słuch wskutek – jak sam pisał we wspomnieniach – uderzenia wrotami stodoły. W dzieciństwie wielokrotnie się przeprowadzał (w związku z próbami znalezienia pracy przez ojca). Jeszcze jako dziecko trudnił się oprawą religijnych obrazków i czyszczeniem kotłów w cukrowni, później pracował przy wyrębie lasu oraz jako szewc (sam chciał jednak zostać zegarmistrzem); jednocześnie zaczął wykazywać zainteresowanie literaturą. Już jako dorosły pracował między innymi jako kurier i urzędnik.
Jako poeta debiutował w 1893, publikując w tygodniku „Krakus” wiersz Na zgon Teofila Lenartowicza. Pierwszy tomik wydany przez Kurasia (w 1905 roku) Z pod chłopskiej strzechy zawierał wiersze opisujące głównie życie wsi, pracę chłopów i przyrodę. Przedmowę do tego tomiku napisał Kasper Wojnar. W 1908 roku w Tarnowie powstał Tymczasowy Komitet Pomocy dla Ferdynanda Kurasia, którego celem było zgromadzenie pieniędzy na postawienie zagrody dla poety. Ostatecznie dzięki działaniom komitetu udało się zakupić ziemię pod dom dla Kurasia w Dzikowie, zaś koszty budowy domu musiał pokryć on sam.
Wydał kilkanaście zbiorów wierszy, setki jego utworów ukazały się na łamach ówczesnych gazet, niekiedy anonimowo. Największe uznanie przyniósł Kurasiowi tom wspomnień Przez ciernie żywota, wydany w Częstochowie w 1924 z przedmową Stefana Żeromskiego (tom był dedykowany prezydentowi Stanisławowi Wojciechowskiemu). Do najważniejszych utworów Kurasia należą między innymi Wiązanka z chłopskiej niwy (z przedmową Hieronima Wierzyńskiego), tomik poezji Dzwoń chłopska pieśni (z przedmową Tadeusz Grabowskiego), wierszowana opowieść Tatarzy w Sandomierzu (z przedmową Zygmunta Kolasińskiego) i utwór Z ojczystych łanów (z przedmową Jana Kasprowicza). W 1924 roku Ferdynand osiedlił się w Karwinie.
Za swoją twórczość odznaczony został Krzyżem Kawalerskim Orderu Odrodzenia Polski i otrzymał od państwa gospodarstwo rolne w Karwinie k. Proszowic (niektóre źródła, w tym pamiętnik Kurasia podają, że poeta otrzymał przydział na ziemię w Karwinie, ale musiał za nią zapłacić). Kuraś wspominał, że otrzymana nieruchomość była w stanie opłakanym, sporą przestrzeń zajmowały doły oraz rumowiska; duży ogród był zaniedbany, większość drzew była obumarła. Dookoła posiadłości znajdowały się mokradła. Pod koniec życia Kuraś wyjechał na kurację leczniczą do Zakopanego, już wcześniej chorował na gruźlicę i miał problemy z nerkami.
Od 19 stycznia 1897 był mężem Gertrudy Wrykównej, z którą miał sześcioro dzieci.
Zmarł w 1929. Poeta wraz z żoną pochowani są na cmentarzu parafialnym w Dobranowicach.
Obecnie większość utworów Ferdynanda Kurasia znajduje się w Muzeum Literatury w Sandomierzu i w Bibliotece Jagiellońskiej.
Poezja Ferdynanda Kurasia opowiadała głównie o życiu wsi i przyrodzie. Poza tym wiele jego utworów poruszało tematykę historyczną i patriotyczną.

## Upamiętnienie
- W Krakowie oraz w Tarnobrzegu znajdują się ulice Ferdynanda Kurasia[8][9].
- W Tarnobrzegu rok 2021 ustanowiono rokiem Ferdynanda Kurasia[10].
- W Tarnobrzegu w 2021 roku, w związku z rokiem Ferdynanda Kurasia, odbył się szereg wydarzeń upamiętniających poetę, między innymi poświęcona Kurasiowi wystawa w Galerii „Okno” Miejskiej Biblioteki Publicznej[4].